# Marcelo Gleiser
Marcelo Gleiser (* 19. března 1959 Rio de Janeiro) je brazilský agnostik, fyzik, astronom a filozof. Aktuálně vyučuje fyziku a astronomii na Dartmouth College v americkém Hanoveru. V USA je znám především pro svoji výuku a vědeckou práci, zatímco v Brazílii je známý zejména svými popularizačními články v deníku Folha de São Paulo, který je jedním z nejrozšířenějších národních periodik.
Napsal sedm knih a vydal tři sbírky článků. Byl hostem TV pořadů v Brazílii, USA a Anglii. V roce 2007 byl zvolen členem Brazilské akademie filozofů. V roce 2019 získal Templetonovu cenu.
Ve volném čase se věnuje muškaření a běhu na dlouhé tratě.